# Drzeń
Drzeń – osada pofolwarczna w Polsce położona w województwie zachodniopomorskim, w powiecie świdwińskim, w gminie Sławoborze.
W latach 1975–1998 miejscowość administracyjnie należała do województwa koszalińskiego.